# Galaxie méduse
Ne doit pas être confondu avec Galaxie de la Méduse ou Nébuleuse de la Méduse.

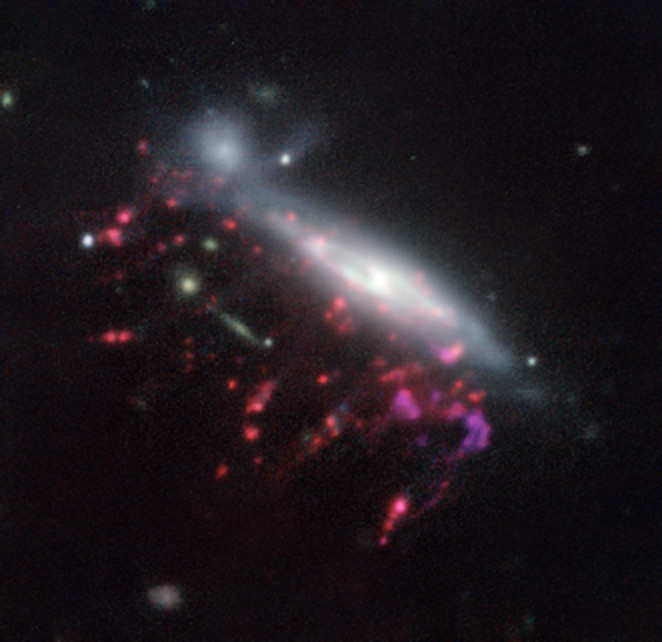
La galaxie méduse JO204 vue par l'instrument MUSE du VLT. L'image montre assez bien le gaz extrait de sa galaxie sous la forme de tentacules qui apparaissent ici rougeâtres.

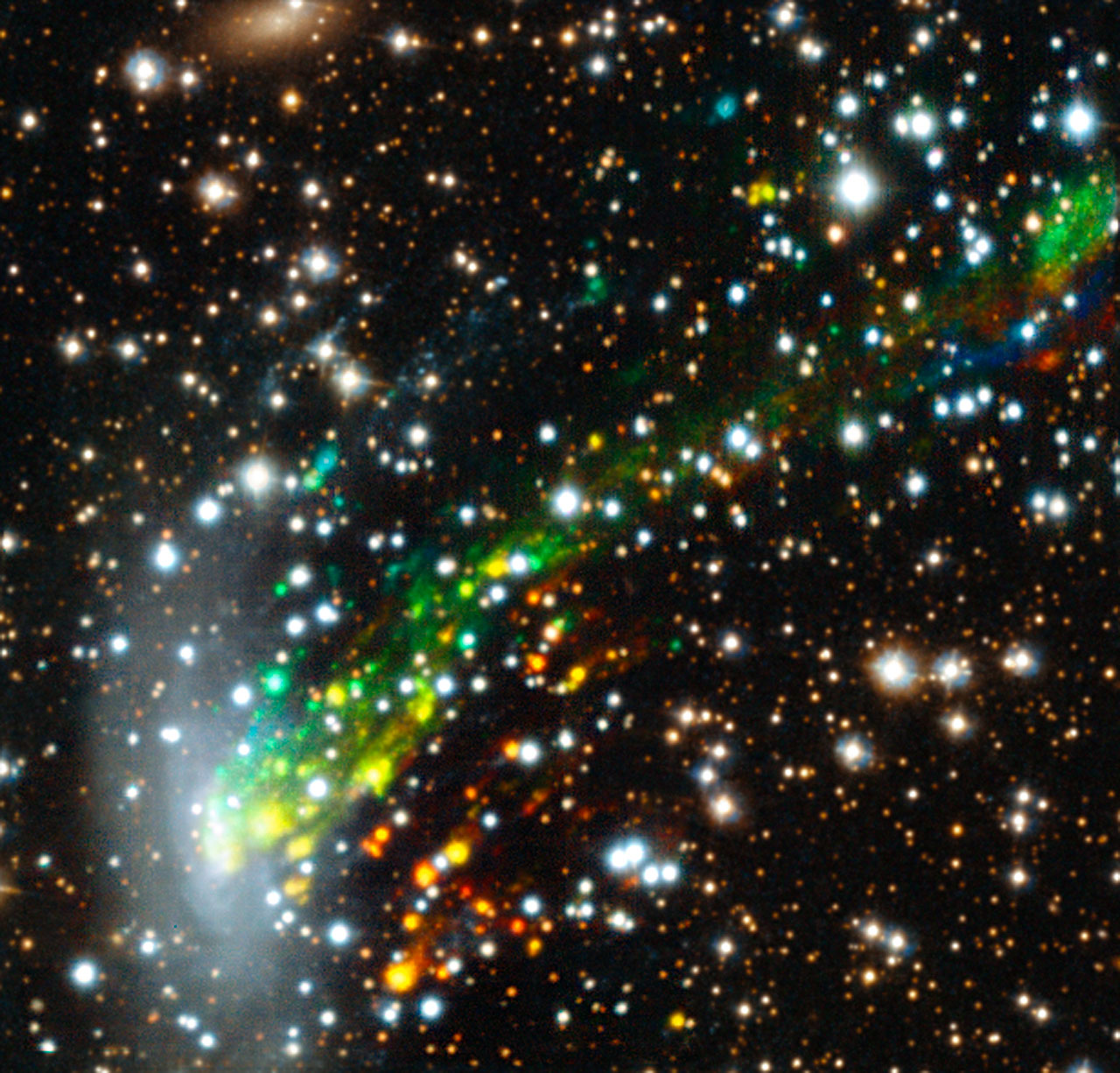
La galaxie méduse ESO 137-001 (en bas à gauche) imagée par l'instrument MUSE du VLT. La trainée colorée correspond au gaz extrait par la pression dynamique. Ces queues peuvent atteindre une longueur de quelques dizaines à plusieurs milliers d'années-lumière.

Une galaxie méduse (Jellyfish galaxy en anglais) est un type de galaxie qui peut être observé au sein des amas galactiques. Elles se caractérisent par l'extraction de leur milieu interstellaire par la pression dynamique (ram-pressure), formant dans leurs sillages une ou plusieurs queues de gaz et de formation stellaire.
Les galaxies méduses doivent leur nom à leur morphologie. La queue de gaz dans leurs sillages, lorsqu'elle s'accompagne d'une formation d'étoiles prend souvent l'apparence de tentacules, rappelant ceux d'une méduse.

## Décapage par pression dynamique
La morphologie des galaxies méduses est due à leur interaction avec l'environnement dans lequel elles évoluent. Ce dernier correspond principalement au milieu intra-amas (intra-cluster medium ou ICM), milieu qui imprègne les amas de galaxies dans lesquels on trouve ce type de galaxie,.
Les galaxies méduses sont pour la plupart des galaxies spirales ordinaires qui orbitent autour du centre de masse de leur amas. Leurs caractéristiques particulières se manifestent lorsque l'une d'elles plonge à grande vitesse en direction du centre de son amas, là où le milieu intra-amas est plus dense. Durant ce périple, le milieu intra-amas exerce une pression à l'avant de la galaxie qui le traverse. Les étoiles de la galaxie impactée ne sont guères influencées, mais l'ensemble des gaz présents se retrouvent comprimés vers l'arrière de leur galaxie hôte avant d'en être expulsés. Dans le sillage de la galaxie, se forme alors une queue de gaz qui, par le biais de perturbations gravitationnelles, s'effondre sur lui-même et enclenche le début d'une formation d'étoiles,,.
Des galaxies méduses peuvent être observées au sein de structures galactiques plus petites, notamment dans les groupes de galaxies. Le phénomène y est cependant moins efficace. Quelques amas galactiques proches comme celui de la Vierge ou de Persée abritent des galaxies méduses,.

### Evolution et autres impacts
L'effet de décapage par pression dynamique sur les galaxies méduses peut à long terme épuiser ces dernières en matière interstellaire. Elles s'en épuisent considérablement par le fait que les gaz sont éjectés de leur galaxie hôte, mais aussi par le fait que ces derniers se changent en étoiles. Une fois l'entièreté du gaz consommé, il n'y a plus suffisamment de matière pour enclencher de nouvelles formations stellaires et la galaxie devient anémique. Le dépouillement des galaxies méduses dure environ quelques milliards d'années, mais le processus peut être d'autant plus rapide au sein des amas de galaxies massifs.
De plus, la migration des gaz à travers leur galaxie hôte peut amener ces derniers à rencontrer le trou noir supermassif situé au centre de la galaxie et, de ce fait, déclenché l'activité de celui-ci,.
Selon certains chercheurs, une partie des amas globulaires et des galaxies naines que l'on observe dans les amas de galaxies pourrait avoir été créée à partir de la matière émise par les galaxies méduses.

## Liste de galaxies méduses
Ci-dessous est présentée une liste non exhaustive de galaxies méduses connues.
- ESO 137-001[12]
- IC 3418[7]
- IC 4141[2]
- IC 5337[13]
- PGC 3234374 (galaxie comète)
- UGC 6697